# Ulupi
Ulupi (Ulūpī sau Uloopi) este un personaj din epopeea hindusă Mahabharata. Fiica lui Kaurava, regele șerpilor, ea a fost a doua dintre cele patru soții ale lui Arjuna. Se spune că Ulpi s-a întâlnit cu Arjuna când era în exil; aceasta a avut un fiu cu el, Iravan.
Ulupi mai este recunoscută și pentru readucerea la viață a soțului său după ce a fost ucis într-o luptă la Babruvahana.

## Etimologie
Nu se știu multe detalii despre viața lui Ulupi. În epopeea Mahabharata este cunoscută sub numeroase nume: Bhujagatmaja, Bhujagendrakanyaka, Bhujagottama, Kauravi, Kauravyaduhita, Kauravyakulanandini, Pannaganandini, Pannagasuta, Pannagatmaja, Pannagesvarakanya, Pannagi și Uragatmaja. Ulupi este descrisă ca fiind o formă mitică a unei Nagakaya (prințesă Naga) - jumătate om, jumătate șarpe.